# Kri (glasbena skupina)
Kri je slovenska glasbena skupina iz Prekmurja, ki je delovala med letoma 1976 in 1985. 
Zasedbo so sestavljali Vedran Franc Husar (kitara, vokal), Brane Drvarič (bas kitara), Andrej Celec (bobni) in Drago Ciz (klaviature).
Po razpadu so priložnostno zaigrali leta 1998 na prireditvi Zaigrajmo in zapojmo po domače (Vedran Franc Husar, Drago Ciz in Andrej Celec) in decembra 2013 na prireditvi Moč glasbe nas združuje (Vedran Franc Husar, Andrej Celec in Srečko Horvat ter Dejan Borovič na klaviaturah).

## Diskografija
- 1980: mala gramofonska plošča Mda - Goričko / Domovina moja je edina (Helidon)
- 1982: mala gramofonska plošča Prekmurje / Manuela (Helidon)